# 리얼 매코이 (밴드)

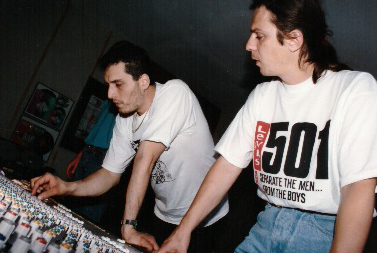
Frank Hassas & Juergen Wind

리얼 매코이(Real McCoy)는 독일의 유로댄스 밴드이다.